# Upilio Faimali
Upilio Faimali (* 1826 à Gropparello ;  † 1894 à Pontenure) est un dompteur italien du XIXe siècle qui se donnait en spectacle dans une ménagerie foraine.
Upilio Faimali fut le second beau-père de François Bidel.
Le dompteur Upilio Faimali est allé, lui-même, capturer des fauves en Afrique pour sa ménagerie. En 1860, il ramena d'Algérie douze lions et quatorze panthères.
Upilio Faimali se produisit dans les grandes villes européennes en Grande-Bretagne, en Allemagne, en Autriche, en Espagne, en France, en Belgique, en Hollande ainsi qu'en Russie à Saint-Pétersbourg.
La ménagerie foraine comprenait 120 animaux dont 32 lions.
La cage centrale, également appelée « cage-théâtre » où le dompteur faisait venir à lui les fauves, fut installée pour la première fois dans son établissement. La cage-théâtre était de dimensions moyennes de 6 mètres sur 2 mètres.